# 閻鼎
閻鼎（？—312年），字台臣，西晋天水郡（今甘肃省天水市）人。
閻鼎开始担任太傅东海王司马越参军，后领豫州刺史事，屯守许昌。母亲去世，在密县纠聚数千西州流人，欲想要回到乡里。永嘉五年（311年），刘曜攻陷洛阳，抓走了晋怀帝，秦王司马邺出奔，司空荀藩和弟弟司隶校尉荀组等在密县建立行台。因为閻鼎有才又有强兵，荀藩命閻鼎为冠军将军、豫州刺史。閻鼎思归西土，想要在家乡立功，和抚军长史王毗等奉秦王西行至长安。他们与雍州刺史贾疋、大司马南阳王司马保、卫将军梁芬、京兆尹梁综等立秦王司马邺为皇太子，建社稷宗庙。閻鼎担任太子詹事，总摄百揆，执掌朝政。梁综不服閻鼎，和他争权，閻鼎杀梁综。始平郡太守麹允、抚夷护军索綝，嫉妒閻鼎之功。他们和梁综的弟弟冯翊郡太守梁纬、北地郡太守梁肃，计划除掉阎鼎复仇，弹劾他有“无君之心，专戮大臣”，请讨伐閻鼎。永嘉六年（312年）閻鼎出奔雍，被氐人窦首所杀，传首长安。 

## 延伸阅读
[在维基数据编辑]
 《晉書·卷060》，出自房玄齡《晉書》